# Hatschekia subpinguis
Hatschekia subpinguis is een eenoogkreeftjessoort uit de familie van de Hatschekiidae. De wetenschappelijke naam van de soort is voor het eerst geldig gepubliceerd in 1913 door Brian.